# Alexander Zverev Sr.
Pour les articles homonymes, voir Zverev.
Ne pas confondre avec Alexander Zverev, son fils, également joueur de tennis.
Alexander Mikhaïlovitch Zverev, né le 22 janvier 1960 à Sotchi, est un joueur de tennis russe.

## Biographie
En 1991, il s'installe en Allemagne à Hambourg avec sa femme Irina, ancienne joueuse de tennis professionnelle des années 1990.
Il est le père des joueurs de tennis Mischa Zverev (né en 1987) et Alexander Zverev (né en 1997).
De 1988 à 1991, il est chauffeur d'autocar au CSKA Moscou. Il devient ensuite entraîneur au Mölln Tennis Club, puis à Hambourg depuis 1995. Il entraîne désormais ses fils depuis les débuts de leur carrière professionnelle.

## Carrière
Alexander Zverev Sr. débute en Coupe Davis en 1979 à 19 ans. Il y joue 36 matchs jusqu'en 1987 et en remporte 18. Il a notamment disputé trois rencontres dans le groupe mondial. En 1982, il perd ses deux simples contre Anders Järryd et Mats Wilander (alors n°3 mondial), puis en 1985, il s'incline contre Tomáš Šmíd et Miloslav Mečíř mais, associé à son partenaire habituel Sergei Leonyuk, il parvient à remporter le double contre Pimek et Šmíd alors que ce dernier était le numéro un mondial de la discipline (3-6, 4-6, 11-9, 8-6, 7-5). En 1986, il s'incline en simple contre Slobodan Živojinović et Bruno Orešar et s'impose en double. Il a également joué quatre rencontres de barrages et en a remporté deux (contre l'Inde et l'Argentine).
Il a disputé trois tournois sur le circuit ATP dont deux Grand Chelem. En 1985, il s'incline au deuxième tour du tournoi de Genève contre Mats Wilander. En novembre, il perd au premier tour de l'Open d'Australie contre Tim Wilkison (6-2, 6-3, 6-0). L'année suivante, il se qualifie pour le tournoi de Wimbledon où il est battu par le 12e mondial Tim Mayotte (6-4, 6-4, 6-4).
Il a participé à une douzaine de tournois circuit Challenger dans les années 1980 et il a atteint 3 finales en simple : Istanbul en 1986, Budapest et Helsinki en 1987, et une en double à Porto en 1988. Il a battu deux joueurs du top 50 : Andrei Chesnokov 43e mondial et Jan Gunnarsson 44e.
Il a en outre remporté la médaille d'or en simple aux Jeux de l'Amitié de 1984 et aux Universiade d'été de 1985 en simple et en double.

## Parcours dans les tournois duGrand Chelem

### En simple
| Année | Open d'Australie | Open d'Australie | Internationaux de France | Internationaux de France | Wimbledon       | Wimbledon  | US Open | US Open | Open d'Australie | Open d'Australie |
| ----- | ---------------- | ---------------- | ------------------------ | ------------------------ | --------------- | ---------- | ------- | ------- | ---------------- | ---------------- |
| 1985  | n.o.             | n.o.             | —                        | —                        | —               | —          | —       | —       | 1er tour (1/64)  | T. Wilkison      |
| 1986  | n.o.             | n.o.             | —                        | —                        | 1er tour (1/64) | T. Mayotte | —       | —       | n.o.             | n.o.             |

N.B. : à droite du résultat se trouve le nom de l'ultime adversaire.

### En double mixte
| Année | Open d'Australie | Open d'Australie | Internationaux de France          | Internationaux de France | Wimbledon | Wimbledon | US Open | US Open |
| ----- | ---------------- | ---------------- | --------------------------------- | ------------------------ | --------- | --------- | ------- | ------- |
| 1986  | —                | —                | 1er tour (1/32) Svetlana Cherneva | R. Fairbank M. Edmondson | —         | —         | —       | —       |

N.B. : à droite du résultat se trouve le nom de l'ultime adversaire.